# Ranh giới chết
Ranh giới chết (tiếng Anh: Point Break) là một bộ phim thriller 2015 do Ericson Core đạo diễn và kịch bản chắp bút bởi Kurt Wimmer. Kurt cũng đồng sản xuất phim với John Baldecchi, Broderick Johnson, Andrew A. Kosove, Christopher Taylor và David Valdes. Với sự đồng sản xuất của Mỹ-Đức-Trung Quốc, đây là bản remake của bộ phim cùng tên năm 1991. Phim có sự tham gia của Édgar Ramírez, Luke Bracey, Teresa Palmer, Delroy Lindo và Ray Winstone, được phát hành tại Trung Quốc vào 4 tháng 12 năm 2015 bởi China Film Group và tại Hoa Kỳ vào ngày 25 tháng 12 năm 2015 bởi Warner Bros. dưới định dạng 3D.